# Neojobertia candolleana
Neojobertia candolleana là một loài thực vật có hoa trong họ Chùm ớt. Loài này được (Mart. ex DC.) Bureau & K.Schum. mô tả khoa học đầu tiên năm 1896.